# Nílton De Sordi
Nílton de Sordi (portuguès: De Sordi; Piracicaba, 14 de febrer de 1931 - Bandeirantes, 24 d'agost de 2013) fou un futbolista brasiler de les dècades dels 50 i 60 que jugava de defensa.

## Trajectòria
Pel que fa a clubs, començà la seva carrera al XV de Piracicaba, de la seva ciutat natal, passant després al São Paulo, on jugà la major part de la seva carrera esportiva. En aquest club guanyà dos campionats paulistes (1953 i 1957). Es retirà el 1966 al União Bandeirante, on més tard fou entrenador en diverses ocasions, la darrera el 1977.
Fou 22 cops internacional amb el brasil, essent campió al Mundial de 1958 a Suècia, on jugà tots els partits excepte la final, on fou substituït per Djalma Santos. També jugà el Campionat Sud-americà de 1956.